# Нугушская ГЭС
Нугушская ГЭС — гидроэлектростанция на реке Нугуш, около села Нугуш в Башкортостане. Является третьей по величине ГЭС Башкирии. Собственник станции — ООО «Нугушский гидротехнический узел» из группы компаний «Газпром».

## Конструкция станции
Нугушская ГЭС представляет собой плотинную гидроэлектростанцию с приплотинным зданием ГЭС. Установленная мощность электростанции — 11,25 МВт, среднегодовая выработка электроэнергии — 32 млн кВт·ч. Сооружения гидроузла включают в себя:
- земляную плотину длиной 2187 м и высотой 31 м. Плотина отсыпана из песчано-гравийного грунта, имеет противофильтрационные элементы в виде понура длиной 100 м и суглинистого экрана;
- левобережный поверхностный береговой паводковый водосброс, состоящий из подводящего канала длиной 150 м, водоприёмника, лотка-быстротока длиной 360 м, водобойного колодца и отводящего канала. Водоприёмник четырёхпролётный, оборудован плоскими затворами. Пропускная способность водосброса составляет 1200 м³/с при НПУ и 1450 м³/с при ФПУ;
- донный водоспуск, совмещённый с водоподводящим трактом ГЭС. Включает в себя водоприёмник башенного типа и два металлических водовода, проходящих в железобетонной галерее под плотиной. Пропускная способность водоспуска составляет 50,5 м³/с при НПУ и 50,8 м³/с при ФПУ;
- здание ГЭС приплотинного типа;
- отводящий канал.

В здании ГЭС установлены три вертикальных гидроагрегата мощностью по 3,75 МВт, с радиально-осевыми турбинами РО 123-БВ-160, работающими при расчётном напоре 22,4 м. Турбины приводят в действие генераторы ВГС 375/49-28А. Электроэнергия с генераторов выдаётся в энергосистему через открытое распределительное устройство (ОРУ) напряжением 35 кВ.
Напорные сооружения ГЭС образуют Нугушское водохранилище. Площадь водохранилища при нормальном подпорном уровне 25,2 км², полная и полезная ёмкость водохранилища составляет 400 и 356 млн м³ соответственно. Отметка нормального подпорного уровня водохранилища составляет 217 м над уровнем моря (по Балтийской системе высот).

## История строительства и эксплуатации
С конца 1940-х годов в Башкирии в среднем течении реки Белой началось формирование крупного промышленного узла, состоящего, в первую очередь, из предприятий нефтехимической промышленности. С целью обеспечения промышленных предприятий гарантированным водоснабжением 20 апреля 1954 года было составлено проектное задание Нугушского гидроузла. В 1954—1955 годах институтами «Гидропроект» и «Гидроспецпромстрой» были проведены изыскательские и проектные работы, причём изначально выбранный створ в 5 км ниже по течению от современного был отклонён по причине сильной закарстованности пород основания. Технический проект Нугушского гидроузла был утверждён 14 марта 1959 года.
Подготовительные работы по строительству гидроузла были начаты в августе 1959 года, 3 мая 1960 года было создано Нугушское управление строительства «Кумертаустрой», на новую стройку стали перебрасывать ресурсы с завершающегося строительства Павловской ГЭС. Земляные работы на стройплощадке Нугушской ГЭС были начаты в мае 1960 года, река Нугуш была перекрыта 14 сентября 1965 года. Весной 1966 года недостроенные сооружения гидроузла успешно пропустили паводок редкой (примерно 1 раз в 100 лет) повторяемости. Первый гидроагрегат Нугушской ГЭС был пущен 8 августа 1967 года, в этом же году её строительство было завершено.
Основной задачей Нугушского гидроузла является обеспечение водоснабжения промышленных районов городов Салават, Ишимбай и Стерлитамак. Также гидроузел используется для защиты от наводнений, обеспечения необходимого санитарного состояния реки Белой и выработки электроэнергии — всего за время эксплуатации Нугушская ГЭС произвела более 1,5 млрд кВт.ч электроэнергии.